# Escut de Sant Pol de Mar
L'escut de Sant Pol de Mar és un símbol oficial d'aquest municipi del Maresme i es descriu mitjançant el llenguatge tècnic de l'heràldica amb el següent blasonament: 	
«Escut caironat: de gules, amb una espasa revessada d'or i un bordó de pelegrí d'or, amb la carbasseta de pelegrí d'ataronjat, passats en sautor, i ressaltats d'una petxina d'argent; el peu ondat d'argent amb tres faixes ondades d'atzur. Per timbre, una corona de vila.»

## Història
Va ser aprovat l'1 d'agost de 2019 i publicat al DOGC el 7 d'agost del mateix any amb el número 7934.

Escut utilitzat anteriorment per l'Ajuntament

L'escut oficial incorpora els elements tradicionals de l'espasa, el bordó de pelegrí (amb la carbasseta) i la petxina, que són els atributs de sant Jaume, el patró local, i el peu ondat, amb tres faixes també ondades, que representen la proximitat de la vila al mar. El mar forma part també del topònim, per tant podríem dir que en aquest aspecte es tracta d'un escut parlant.
L'escut que s'utilitzava anteriorment contenia aquests mateixos elements i, a més a més, els quatre pals, que es van desestimar a l'hora d'oficialitzar el nou símbol municipal ja que la localitat no ha tingut mai la condició de vila reial. Tampoc no estava timbrat amb corona.